# Karl Birnbaum (Mediziner)
Karl Birnbaum (* 20. August 1878 in Schweidnitz, Landkreis Schweidnitz, Provinz Schlesien; † 31. März 1950 in Philadelphia, USA) war ein deutscher Psychiater und Neurologe.

## Leben
Birnbaum promovierte 1902 in Freiburg und arbeitete anschließend an der städtischen „Irrenanstalt“ Herzberge in Berlin-Lichtenberg (heute Ev. Krankenhaus Königin Elisabeth Herzberge). 1923 konnte er sich bei Karl Bonhoeffer an der Charité der Universität Berlin habilitieren, wo er seit 1927 als außerordentlicher Professor lehrte.
1930 wurde er Ärztlicher Direktor der Heil- und Pflegeanstalt Buch, als Jude jedoch 1933 nach der Machtübernahme der Nationalsozialisten entlassen und als Professor der Berliner Universität in den vorzeitigen Ruhestand versetzt. Birnbaum vertrat in seinem Werk auch rassistisches Gedankengut. Birnbaum zeigt, dass gute oder  bemerkenswerte Arbeiten, wie z. B. die psychischen Heilmethoden (1927), mit einem rassenhygienischen Standpunkt einhergehen können, wobei Rassenhygiene in den 1920er Jahren ein weltweit großes Thema war.
1939 emigrierte er in die USA und konnte zunächst als Lecturer an der New School for Social Research in New York, N.Y. lehren. Seit 1940 war er städtischer Angestellter des Medical Department von Philadelphia, Penn.
Birnbaum forschte auf den Gebieten der klinischen Psychiatrie, der Psychopathologie, der Sexualpsychologie, der Kriminalpsychologie und -psychopathologie und der Kulturpsychopathologie.

## Schriften
- Über psychopathische Persönlichkeiten. Eine psychopathologische Studie. In: L. Loewenfeld (Hrsg.): Grenzfragen des Nerven- und Seelenlebens. Heft 64. C.F. Bergmann, Wiesbaden 1909.
- Die krankhafte Willensschwäche und ihre Erscheinungsformen. Eine psychopathologische Studie für Ärzte, Pädagogen und gebildete Laien. (= Grenzfragen des Nerven- und Seelenlebens. Band 79). Bergmann, Wiesbaden 1911.
- Die psychopathischen Verbrecher. Die Grenzzustände zwischen geistiger Gesundheit und Krankheit in ihren Beziehungen zu Verbrechen und Strafwesen. Langenscheidt, Berlin 1914. (ab 1926 Thieme, Leipzig)
- Psychische Verursachung seelischer Störungen und die psychisch bedingten abnormen Seelenvorgänge. JF Bergmann, Wiesbaden 1918.
- Psychopathologische Dokumente. Selbstbekenntnisse und Fremdzeugnisse aus dem seelischen Grenzlande. Springer, Berlin 1920.
- Kriminalpsychopathologie. Systematische Darstellung. Springer, Berlin 1921.
- Der Aufbau der Psychose. Grundzüge der Psychiatrischen Strukturanalyse. Springer, Berlin 1923.
- Geschichte der psychiatrischen Wissenschaft. In: Oswald Bumke (Hrsg.): Handbuch der Geisteskrankheiten. 11 Bände. Berlin 1928–1932, Band 1, S. 11–49.
- Grundzüge der Kulturpsychopathologie. (= Grenzfragen des Nerven- und Seelenlebens. Band 116). JF Bergmann, München 1924.
- als Hrsg.: Die psychischen Heilmethoden. Für ärztliches Studium und Praxis. Thieme, Leipzig 1927.[4]
- als Hrsg.: Handwörterbuch der medizinischen Psychologie. Thieme, Leipzig 1930.[5]
- Kriminalpsychopathologie und psychobiologische Verbrecherkunde. 2., wesentl. erw. u. verb. Auflage. J. Springer, Berlin 1931.
- Die Welt Des Geisteskranken. Springer, Berlin 1935.